# Trolejbusy w Belfort
Trolejbusy w Belfort − zlikwidowany system komunikacji trolejbusowej we francuskim mieście Belfort, działający w latach 1952−1972.

## Historia
Trolejbusy w Belfort uruchomiono 4 lipca 1952. Do obsługi uruchomionej linii zakupiono 9 trolejbusów Vétra VBRh. Dodatkowo w 1962 pozyskano trolejbusy VBR ze Strasburga. 1 sierpnia 1972 zlikwidowano system. Powodem likwidacji sieci była potrzeba wymiany wyeksploatowanych trolejbusów i brak krajowych producentów trolejbusów.